# 鄭日清
鄭日清（1924年2月9日—2014年1月10日），是一位台語歌手，在歌壇曾有「鐵馬歌王」、「公務員歌手」等稱號，晚年被尊稱為鄭老師、先輩，直到近90歲時仍參與綜藝節目演唱，他首創在演唱台語歌曲時同時跳舞的「跳動唱」。
鄭日清是台語流行音樂的代表性男歌手之一，也曾創作四十餘首歌詞，擔任過歌唱比賽評審，1995年在台北靈糧堂受洗成為基督徒。2012年前後因跌倒而臥病在床，2014年1月10日清晨六時半於睡夢中病逝，1月16日在永和靈糧福音中心地下室舉行告別追思禮拜，藝人有康康與洪敬堯、洪榮良兄弟（洪一峰子，洪榮宏弟）、魏少朋到場致意。
他火化後的骨灰，與他2010年早先過世的妻子同被安放在三芝。
歌手江蕙評價鄭日清一生有四不：不爭排名、不計較、不生氣、不八卦。他是洪一峰與文夏的共同好友，至交是紀露霞。

## 生平

### 出道之前
鄭日清出生於台灣日治時期的台北州台北市古亭町，父親鄭榮在台灣總督府總督官房會計課擔任雇員，鄭日清排行第二，是十個孩子中的唯一男孩。幼時家中姐妹愛聽日本演歌，也影響了鄭日清，故自幼鄭日清就愛唱歌。
小學五年級時，鄭日清迷上了單車，也成為了他一生的兩大興趣之一。當時鄭榮承諾他如果成績夠好，就買一輛新車給他，所以鄭日清求學時期成績都在第一二名。中學時，鄭日清就讀成淵中學夜間部，在校慶時的演唱獲得好評，使他增加了自信；16歲起，鄭日清開始半工半讀，白天在總督府，由臨時工做起。
1945年日本投降，國民政府接管台灣。鄭日清由台灣總督府內務局土木課職員轉至台灣省公路局新建工程處施工課擔任繪圖員。當時鄭日清下班後或閒暇之餘，就到淡水河邊的露天歌廳聽歌。他最初是崇拜洪文昌（後藝名再改為洪一峰）的追星族，後來與洪一峰結為朋友，也登台演唱。
1947年，發生二二八事件，政府開始管制集會活動，露天歌廳逐漸消失。鄭日清、洪一峰、洪德成（洪一峰之兄）等人在艋舺租屋，成立「天聲音樂研究社」開班授課，並合組「天聲音樂團」到廣播電台演唱。
1948年，鄭日清與擔任護士的妻子結婚。期間與洪一峰合作印行當時流行的「歌仔簿」。歌仔簿將電台播放過的歌曲選出，集結成一本歌選，由鄭日清寫歌詞、洪一峰畫插圖，一本售價台幣3元。

### 三冠王出道
天聲合唱團組成約三年後，因成員各自發展而宣告解散，鄭日清仍不減歌唱興趣，在家時喜歡大聲唱歌，曾引起鄰居抗議。一直到1957至1958年間，正聲廣播電台、中華廣播電台（今中華廣播公司）、民本廣播電台（今民本廣播公司）先後舉辦了台灣省第一屆歌唱比賽。妻子替鄭日清報名了這三家電台的比賽。結果鄭日清三個比賽都拿到冠軍而成名，因此被稱為三冠王歌手。
1958年，亞洲唱片邀請鄭日清錄製唱片，出版他的第一張日歌台唱專輯：《落大雨彼日》。專輯主打歌即《落大雨彼日》，翻唱自春日八郎的《あン時ゃどしゃ降り》(那時傾盆大雨)，由葉俊麟重新填寫台語歌詞。該專輯趁著鄭日清「冠軍歌手」名響之時推出，銷售大為賣座，專輯中的其他翻唱歌，如《船上的男兒》、《霧夜的燈塔》、故鄉的月等也很受歡迎，而《落大雨彼日》之後成為鄭日清的招牌歌。
1959年，亞洲唱片再為鄭日清出版第二張日歌台唱專輯《請你信賴我》。同名主打歌翻唱自三船浩的《嘘じゃないんだ》 ，同樣由葉俊麟重新填寫台語歌詞。
其後，由於鄭日清一方面具有公務員身分，及商業考量下，之後的專輯都是與其他歌手的合集形式出版。搭配的歌手包括有紀露霞、吳晉淮、洪一峰等，總計歌手時期出版十張專輯，當中兩張是個人專輯，餘皆合集。
1960年代，黃梅調風潮吹至台灣。1963年，大一唱片邀請顏華、劉福助、周秋萍、吳新三、鄭日清等人演唱台語版的梁山伯與祝英台，鄭日清演唱老師一角。
1964年，鄭日清在台語歌舞片《綠島之夜》客串演出。該片主演為文夏、凌娟、王菲，這也是鄭日清唯二的電影演出經驗。

### 秀場時期
此後的鄭日清也開始受邀參加演唱會與秀場。鄭日清為了增加自身表演的可看性，發明了邊唱歌邊跳舞的「跳動唱」，是當時台語男歌手的首創。
1970年代，台灣歌廳秀開始蓬勃發展，鄭日清也加入演出，但因為公務員身分，鄭日清提心吊膽，害怕自己名字在報紙廣告中出現，所以他從不計較排名順位、唱酬等，反而使自己獲得更多演出機會。
鄭日清作秀時的另一個特色是節儉。他從不穿豪華戲服，不開名牌跑車，到哪裡作秀都只用鐵馬（台語中的單車）代步，連到台灣南部作秀，事先還會使用火車託運單車南下，故又有「鐵馬歌王」稱號。

### 公務員退休
中年的鄭日清，也開始受邀在電視歌唱節目擔任評審委員。但也因為身為公務員卻出現在電視畫面，與政府規定不合，因而引致有同事去打小報告，使鄭日清頓生辭意。1979年，鄭日清辦理提早退休，成為全職藝人。
同年，因為當時規定擔任歌星要考歌星證，而考試規定只能唱國語歌，於是鄭日清特地找老師重新學注音符號矯正台灣國語發音應付考試。

### 晚年與生平軼事
- 鄭日清與洪一峰相交超過半世紀。洪一峰與小鳳離婚，和愛玲（本名陳淑梅）結婚時，鄭日清是其中一個證婚人，另一位是洪一峰的兄長洪德成。
- 與紀露霞由歌友變成好友，他是鼓勵紀露霞復出的重要推手。
- 作秀時期，由於異性緣好，妻子不許他辦手機。
- 唱歌一定要用有線麥克風。[15]
- 1963年曾和朋友共同成立「台北市肢體傷殘兒童重建協進會」，並擔任監事。
- 晚年仍有歌唱演出，但此時多以養老院為主，屬於公益性質。
- 一生遺失過三、四十輛單車。
- 2011年，參與洪一峰傳記電影《阿爸》的演出。

## 註解與引用
1. ↑  關於鄭日清的出生年份，他的母校成淵中學記為民國13年，即1924，而其他文獻與第25屆金曲獎均記為1923年。
2. ↑  陳曉玫. . 今日基督教報. 2014-01-23  [2014-11-04]. （原始内容存档于2014-11-04）.
3. ↑  陳慧玲. . 自由時報. 2014-01-17  [2014-11-04]. （原始内容存档于2014-11-05）.
4. ↑  . 中央研究院台灣史研究所.   [2014-11-04]. （原始内容存档于2014-11-05）.
5. ↑  鄭日清自述：「我妹妹說，讓我先進去(洗手間)，哥哥不要進去，因為我進去(中略)...二三十分鐘不會出來，在裡面大聲小聲(唱歌)。」
6. ↑  鄭日清自述：「那時太太知道我愛唱歌，早期有收音機(中略)...太太聽到(有比賽)，就幫我報名。無疑(沒想到)我初賽、複賽、決賽、總決賽，我這麼多關都通過了，拿到三個冠軍。」
7. ↑  即將日文歌曲重新填詞，以台語翻唱。
8. ↑  落=下，彼日=那一天
9. ↑  翻唱自藤島桓夫（日语：藤島桓夫）的《船から来た男》
10. ↑  翻唱自三浦洸一的《泣くな霧笛よ燈台う》
11. ↑  翻唱自田端義夫（日语：田端義夫）的《大利根月夜》
12. ↑  本名王學瑾，山東煙台人，北平中國大學肄業，1949年抵台灣，投身軍旅，後轉入演藝界。
13. ↑  豬哥亮(鄭日清好友)：「這個人沒有第二句話，他第一件好處是都不計較(唱哪個位子)。我第一個好了，讓我先領錢回家。」
14. ↑  豬哥亮：「他還有一個跟別人不一樣，他只有一個腳踏車，別人有車子。假如是從北部到南部，他會運到南部，車子到他的人也到。」
15. ↑  豬哥亮：「他有一個條件。因為現在時代的關係，都已經變成無線的(麥克風)，因為他要拿那一條(麥克風)線，然後他要轉(跳舞)，固定的。」